# Theodor Barth
Theodor Barth, född 16 juli 1849 i Duderstadt, död 3 juni 1909 i Baden-Baden, var en tysk politiker.
Barth blev efter juridiska universitetsstudier 1871 advokat i Bremen, var 1872-76 amtsassessor i Bremerhaven, 1876-83 syndikus vid Bremens handelskammare och 1879-83 de tre hansestädernas representant i tyska förbundsrådets tulltariffkommission. Han var 1883-1907 redaktör för den politiska veckotidskriften Die Nation (1883-1907) i Berlin och tillhörde 1881-84, 1885-98 och 1901-06 tyska riksdagen, där han först anslöt sig till Deutsche Freisinnige Partei och efter dess sprängning (1893) till Freisinnige Vereinigung. Åren 1898-1903  var han även ledamot av preussiska lantdagen.
Barth var en av de främsta tyska liberalerna och uppträdde som parlamentariker ivrigt till försvar för frihandeln och mot vittgående socialpolitisk lagstiftning. År 1908 bildade han en fristående radikal grupp, Demokratische Vereinigung, vilken dock ej fick nämnvärd betydelse. Bland hans skrifter märks Gegen den Staatssozialismus (1884) och Amerikanisches Wirtschaftsleben (1887).